# Ansar (Liban)
Pour les articles homonymes, voir Ansar (homonymie).
Ansar (نصار; aussi écrit Insar) est une ville située dans le Gouvernorat de Nabatieh au sud du Liban.
Sa population est de 11 632 habitants.
On y trouve à proximité le Centre de détention d'Ansar créé par les israéliens.